# Kyle Wilkie
Dit overzicht is mogelijk incompleet; u kunt helpen door het uit te breiden.
Kyle Wilkie (20 februari 1991) is een Schotse voetballer (middenvelder) die sinds 2009 voor de Schotse eersteklasser Hamilton Academical FC uitkomt.
Wilkie maakte zijn debuut op het hoogste niveau op 22 augustus 2009 in een wedstrijd tegen Aberdeen FC.